# Annika Kangas
Annika Susanna Kangas, född 1965, är en finsk professor i skogsinventering vid finska Naturresursinstitutet (LUKE) sedan 2014, tidigare professor på Helsingfors universitet, vilket hon tillträdde som 2002. Kangas är sedan 2013 medlem i Finlands Akademis forskningsråd för biovetenskap och miljö. Kangas har nästan 200 publikationer inom skogsinventering och har skrivit ett antal böcker inom området.
Kangas disputerade 1994 vid Skogsfakulteten på Östra Finlands universitet med monografin Model based methods of inference for forest inventory.
2012 mottog Kangas Finlands forstvetenskapliga samfunds medalj.
Annika Kangas bor i Joensuu och är gift med Jyrki Kangas, professor i skogsbiologi vid Östra Finlands universitet.